# Großmisselberg
Großmisselberg ist ein Gemeindeteil von Eppenschlag und eine Gemarkung im niederbayerischen Landkreis Freyung-Grafenau.
Das Dorf Großmisselberg liegt gut zwei Kilometer südlich von Eppenschlag auf einer Sattelfläche. Östlich verläuft die B 85, südwestlich fließt die Mitternacher Ohe. Im Südwesten reicht die Bebauung bis an das rund 107 ha große Naturschutzgebiet Mitternacher Ohe.

## Sehenswürdigkeiten
In der Liste der Baudenkmäler in Eppenschlag ist für Großmisselberg ein Baudenkmal aufgeführt:
- Das wohl aus dem zweiten Viertel des 19. Jahrhunderts stammende Kruzifix (Großmisselberg 5) aus Holz ist farbig gefasst. Es befindet sich in einer modernen Holzkapelle.

## Geschichte
Die Gemeinde Großmisselberg wurde 1946 aufgelöst und auf die Gemeinde Eppenschlag und den Markt Schönberg aufgeteilt. Zu Eppenschlag kamen Großmisselberg, Hohenthan, Hungerberg, Hungermühle und Kleinarmschlag. Almosenreuth, Habernberg, Kasberg, Kleinmisselberg, Rötz und Weberreuth kamen zu Schönberg.

## Kultur
Im Jahr 1993 war der Ort Gold-Sieger im Bundeswettbewerb Unser Dorf hat Zukunft (siehe Liste der Sieger im Bundeswettbewerb Unser Dorf hat Zukunft). Bis 1997 hieß dieser Wettbewerb „Unser Dorf soll schöner werden“.